# Huetamo
Huetamo é um município do estado de Michoacán no México. Fica a 210 km de distância da capital do estado Morelia.